# Euprepes chaperi
Euprepes chaperi är en ödleart som beskrevs av  Vaillant 1884. Euprepes chaperi ingår i släktet Euprepes och familjen skinkar. Inga underarter finns listade i Catalogue of Life.